# Könnye Ferdinánd
Könnye Ferdinánd (Könnye Nándor) (Hodos, 1850. június 9.  – Ungvár, 1912. március 26.) nyelvész, szótárszerkesztő, tanár, újságíró.

## Élete
Az őrségi Hodoson született 1850. június 23-án. Apja Könye Ferenc szabómester, anyja Varga Zsuzsanna. Az anyakönyvi bejegyzésben neve Könye Ferdinándként szerepel, írásaiban igen gyakran Könnye Nándorkért használta, de előfordul a Könye Nándor és a Könnye Ferdinánd névalak is. Ungvári síremlékén neve Kotormányi Könye Nándorként szerepel. Árvaságra jutva előbb Őriszentpéterre kerül, majd a kőszegi Kelcz-Adelffy római katolikus fiúnevelő intézet növendéke lett, majd három éven át a szombathelyi papi szemináriumban teológiát tanul. 1877 és 1878 között Budapesten bölcseletet tanult, ahol 1879-ben  tanári oklevelet szerzett.
Bekapcsolódott a Budenz József által szervezett őrségi népnyelvi gyűjtésbe.  Munkatársa volt a Szarvas Gábor által szerkesztett Magyar nyelvtörténeti szótárnak. Tanári pályáját Pozsonyszentgyörgyön kezdte, Budapesten, Nagyváradon, Székesfehérváron majd Beregszászban folytatta, végül Ungváron, az ottani állami főreáliskola oktatójaként fejezte be. 
Forrásközléseinek jelentős része Őrségi tájszók, illetve Őrségi szólásmódok címmel jelent meg a Magyar Nyelvőrben. Tanulmányai, írásai, közleményei jelentek meg még az alábbi folyóiratokban, évkönyvekben:
- Pozsony-szentgyörgyi Gymnasium Értesítője (1880)
- Budapesti VIII. kerületi. Főreáliskola Értesítőjében (1881, 1884)
- Budapesti Szemle (1881)
- Szabadság (1892)
- Fejérmegyei Közlöny (1892-1893)
- Herkules (1893)
- Nemzet (1893)
- Székesfejérvári Kereskedelmi Akadémia Értesítője (1893)
- Budenz-Album (1884)
- Ujságolvasók kalauza (1894)
- Beregszászi Állami Főreáliskola Értesítője (1895)
- Egyetemes Philológia Közlöny (1894-1896)
- Bereg (1895 - 1900)

## Önálló kötetként megjelent művei
- Magyar - német német - magyar zsebszótár, Bécs - Budapest 1890, 1894, 1900, 1903, 1909
- Dictionnaire manuel français - hongrois et hongrois - français. Franczia - magyar és magyar - franczia zsebszótár szótár, Budapest, 1891
- Idegen - magyar zsebszótár, Székesfehérvár, 1895
- Betűrendes segédkönyv a magyar helyesíráshoz, Beregszász, 1898
- Lévai-féle tanári zsebnaptár az 1903 - 1904-ik iskolai évre (szerk.), Ungvár - Budapest, 1903